# MOS Technology 6525
Der 6525 TRI-PORT Interface (TPI) ist ein Tri-State Ein-/Ausgabebaustein der ehemaligen Firma MOS Technology aus den 1980er Jahren und vereinfachte I/O-Operationen in damaligen Mikrocomputersystemen wie dem Amiga A570. Er kombiniert zwei dedizierte 8-Bit Ein-/Ausgänge mit einem dritten 8-Bit-Port, welcher für normale Eingabe- und Ausgabe-Operationen oder einer priorisierten Interrupt/Handshake-Steuerung programmierbar ist. Abhängig vom gewählten Modus kann der 6525 24 individuell programmierbare Ein-/Ausgänge oder 16 Ein-/Ausgänge bereitstellen, 2 Handshake-Leitungen und 5 priorisierte Interrupt-Eingänge.

## Prozessordaten
- 24 individuell programmierbare Ein-/Ausgänge oder Ein-/Ausgänge, 2 Handshake-Leitungen und 5 Interrupt Eingänge
- priorisierte – oder Nicht-priorisierte Interrupts
- Automatisches Handshake
- Vollständig statischer Betrieb
- 8 direkt adressierbare Register
- 1 MHz, 2 MHz und 3 MHz Betrieb

## Verwendung
Der 6525 TRI-PORT Interface Ein-/Ausgabebaustein wurde im Amiga A570, einem CD-ROM-Laufwerk für den Amiga 500, im CDTV (Commodore Dynamic Total Vision) von Commodore, in den Controller-Chips der CBM II-Serie (Keyboard und IEEE) sowie im 5¼-Zoll-Diskettenlaufwerk für die 264er-Heimcomputerserie (C16, C116, Plus/4) im Mainboard und Paddleboard verwendet.